# Ubyport
Ubyport je webová aplikace, součást informačního systému veřejné správy sloužícího Cizinecké policii v ČR k registraci ubytovaných cizinců. Data o cizincích a jejich ubytování jsou zasílána ubytovatelem na Policii České republiky v elektronické podobě.

## Legislativní základ
Podle zákona o pobytu cizinců na území České republiky
je ubytovatel povinen oznámit Policii ubytování cizince do tří pracovních dnů po jeho ubytování. Ohlašovací povinnost lze splnit vyplněním elektronického formuláře s využitím internetové aplikace.

## Provoz aplikace
Vstupní moduly
- Formulář pro manuální zápis dat cizince
- Formulář pro zaslání strukturovaného textového souboru
- Webová služba pro přímou komunikaci mezi aplikací uživatele (Airbo, Trevix a další) a serverem PČR. S tímto vstupem údajně počítal i plánovaný systém eTurista.[6]

Uživatelská podpora aplikace Ubyport je popsána na webu PČR.